# Johann Weissenböck
Johann Weissenböck (* 25. Februar 1929 in Hollenstein; † 29. November 1980 in Gmünd) war ein österreichischer Politiker (ÖVP) und Landwirt. Er war von 1964 bis 1974 Abgeordneter zum Landtag von Niederösterreich.

## Leben
Weißenböck war beruflich als Landwirt in Hollenstein tätig.

## Politik
Er hatte ab 1960 das Amt des Vizebürgermeisters von Hollenstein inne. Zwischen 1965 und 1966 fungierte er als Bürgermeister der Gemeinde. Nach der Gemeindezusammenlegung war er ab 1970 Vizebürgermeister von Kirchberg am Walde. Er engagierte sich danach von 1975 bis 1980 als Gemeinderat und hatte zudem verschiedene Funktionen in landwirtschaftlichen Organisationen inne. Weissenböck vertrat die ÖVP zwischen dem 19. November 1964 und dem 11. Juli 1974 im Niederösterreichischen Landtag.